# Anthony Joshua vs. Wladimir Klitschko
Anthony Joshua. vs Wladimir Klitschko fue un combate de boxeo que disputaron Anthony Joshua y Wladimir Klitschko el 29 de abril de 2017 en la Wembley Arena de Londres (Reino Unido). El combate se disputó con el título de la IBF de Joshua y los títulos vacantes de la WBA y IBO en juego.
Joshua ganó el combate por nocaut técnico en el undécimo asalto. Klitschko anunció su retiro del boxeo unos meses después de la pelea.

## Historia
Se anunció en agosto de 2016 que Joshua haría una segunda defensa de su título de la FIB en el Manchester Arena el 26 de noviembre. Esta sería la primera vez desde septiembre de 2014 que Joshua pelearía en la ciudad. Los posibles nombres presentados para la pelea fueron los principales contendientes de la FIB: Kubrat Pulev, Bermane Stiverne, Hughie Fury y Joseph Parker. El ex campeón unificado de peso pesado Wladimir Klitschko se convirtió en el favorito después de que su revancha programada con Tyson Fury fuera cancelada por segunda vez.
Bryant Jennings y David Price fueron los nombres que fueron puestos sobre la mesa para pelear contra Joshua, sin embargo, se anunció que Joshua pelearía en el Manchester Arena defendiendo su título mundial contra el exretador mundial Éric Molina (25-3, 19 KOs), quien viene de una victoria antes de límite contra Tomasz Adamek, aunque está atrasado en las rankings oficiales. El 2 de noviembre, la WBA finalmente acordó una pelea por su título mientras Joshua venza a Éric Molina en diciembre de 2016. La pelea fue televisada en los Estados Unidos en vivo en Showtime. Después de dos asaltos del mismo lado, en las que Molina apenas lanzó nada, Joshua noqueó a Molina en el tercer asalto.
Inmediatamente después de que Joshua derrotara a Molina en el Manchester Arena, Klitschko fue invitado al cuadrilátero por Hearn. Se anunció que Klitschko y Joshua se enfrentarían por los títulos IBF y WBA (Super) en el Estadio de Wembley, Londres, el 29 de abril de 2017. El presidente de la AMB, Gilberto J. Mendoza, confirmó que el ganador tendría que enfrentar al retador obligatorio Luis Ortiz el próximo, y que los plazos se fijarán después de la pelea de unificación. Luego se confirmó que el ganador entre Joshua y Klitschko tendrá que enfrentar a Kubrat Pulev luego como el retador obligatorio de la FIB.

## Detalles de la pelea
Frente a una multitud récord en la posguerra de 90,000, Joshua ganó por TKO en el undécimo asalto. Pelearon cerca y cautelosamente los primeros cuatro asaltos. En el quinto, Joshua salió y derribó a Klitschko contra el lienzo. Klitschko se levantó y dominó a Joshua por el resto del asalto, golpeándolo y derribándolo en el sexto asalto. Los siguientes asaltos fueron cautelosas, ambos hombres recelosos, hasta que Joshua noqueó a Klitschko en el undécimo asalto, enviándolo a la lona. Klitschko nuevamente se levantó pero Joshua lo derribó por segunda vez en el asalto, luego envió un aluvión de golpes mientras que Klitschko estaba contra las cuerdas que hicieron que el árbitro detuviera la pelea.
En el momento de la parada, Joshua estaba por delante en dos tarjetas de puntuación de los jueces 96-93 y 95-93, y el tercer juez tenía a Klitschko por delante 95-93. Las estadísticas de CompuBox mostraron que Joshua conectó 107 de sus 355 golpes lanzados (30%), y Klitschko conectó 94 de 256 (37%). Joshua llamó a Tyson Fury en la entrevista posterior a la pelea, "Tyson Fury, ¿dónde estás, cariño? Vamos, eso es lo que quieren ver. Sólo quiero pelear con todos. Realmente estoy disfrutando esto ahora".

### Tarjetas de puntuaciones
| Juez           | Púgil     | 1  | 2  | 3  | 4  | 5  | 6  | 7  | 8  | 9  | 10 | 11 | 12 | Total |
| -------------- | --------- | -- | -- | -- | -- | -- | -- | -- | -- | -- | -- | -- | -- | ----- |
| Don Trella     | Joshua    | 10 | 10 | 10 | 10 | 10 | 8  | 9  | 9  | 10 | 10 | -  | -  | 96    |
|                | Klitschko | 9  | 10 | 9  | 9  | 8  | 10 | 10 | 10 | 9  | 9  | -  | -  | 93    |
| Nelson Vazquez | Joshua    | 10 | 9  | 10 | 10 | 10 | 8  | 9  | 9  | 10 | 10 | -  | -  | 95    |
|                | Klitschko | 9  | 10 | 9  | 9  | 8  | 10 | 10 | 10 | 9  | 9  | -  | -  | 93    |
| Steve Weisfeld | Joshua    | 10 | 10 | 10 | 9  | 10 | 8  | 9  | 9  | 9  | 9  | -  | -  | 93    |
|                | Klitschko | 9  | 9  | 9  | 10 | 8  | 10 | 10 | 10 | 10 | 10 | -  | -  | 95    |